# Estádio Universitário de Coimbra
O Estádio Universitário de Coimbra (EUC) é um complexo desportivo pertencente
à Universidade de Coimbra.
Desde 1963 que o Estádio Universitário proporciona o exercício de
atividades desportivas, de recreio e de lazer aos membros da comunidade
universitária, prioritariamente, mas também à população em geral.
São praticadas no EUC, com carater regular, as seguintes modalidades
desportivas:
Andebol, Atletismo, Basebol, Badminton, Basquetebol,
Boxe, Cultura Física, Futebol, Futsal, Ginástica, Halterofilia, Hóquei em
Patins, Judo, Parede de Escalada, Patinagem Artística, Karaté, Radiomodelismo,
Rugby, Taekwondo, Ténis, Tiro com Arco e Voleibol.